# Felip Igualtat
Lluís Felip Josep II d'Orleans (Saint-Cloud, 13 d'abril de 1747 - París, 4 d'octubre del 1793), aristòcrata francès (cinquè duc d'Orleans), membre de la branca menor dels Orleans de la casa reial de França, el cap de la qual gaudia del tractament d'altesa reial. Durant la Revolució Francesa, renuncià als seus títols i adoptà el nom de Felip Igualtat.

## Duc de Chartres
Era fill del duc Lluís Felip d'Orleans i de la princesa Lluïsa Enriqueta de Borbó-Conti. Lluís Felip era net per via paterna del duc Lluís d'Orleans i de la princesa Augusta de Baden-Baden i per via materna del príncep Lluís Armand de Borbó, Príncep de Conti. Al principi, Lluís Felip va dur el títol de duc de Montpensier fins que a la mort del seu avi (1752) passà a dur el de duc de Chartres
El 5 d'abril de l'any 1769, als 22 anys, contragué matrimoni amb la princesa Lluïsa Maria Adelaida de Borbó Mademoiselle de Penthièvre, filla i hereva de Lluís Joan Maria de Borbó, duc de Penthièvre, gran almirall de França, l'hereva més rica de l'època. Els fills de la parella foren:
1. SM el rei Lluís Felip d'Orleans, nat el 1773 a París i mort el 1850 a Claremont House (Surrey). Es casà amb la princesa Maria Amèlia de Borbó-Dues Sicílies.
2. SAR el príncep Antoni d'Orleans, duc de Montpensier, nat a París el 1775 i mort a Salt Hill (Regne d'Anglaterra) el 1807.
3. SAR la princesa Eugènia d'Orleans, nada el 1777 a París i morta el 1848 al Palau de les Teuleries. Es casà amb el baró d'Athelin.
4. SAR el príncep Lluís d'Orleans, comte de Beaujolais, nat a París el 1779 i mort a La Valletta el 1808.

Amb la fortuna que adquirí per mitjà del seu matrimoni, que el convertí en l'home més ric de França, va proposar-se intervenir en el govern de França tal com ho havia fet el seu besavi Felip II, duc d'Orleans, regent durant la minoria d'edat de Lluís XV.
Com a duc de Chartres, va oposar-se als projectes de René de Maupeou el 1771, quan Maupeou va defensar amb èxit davant del Parlament de París els interessos reials; per això, fou desterrat a la seva finca de Villers-Côtterets. Quan Lluís XVI va accedir al tron (1774), Lluís Felip encara era vist amb suspicàcia a la cort; Maria Antonieta l'odiava perquè el trobava hipòcrita i egoista; per la seva banda, ell l'escarnia.
L'any 1778, el duc de Chartres serví a l'esquadró del comte d'Orvilliers i fou present a la batalla naval d'Ushnat del 27 de juliol de l'any 1778. Poc temps després, però, fou retirat de la Marina a petició personal de la reina Maria Antonieta d'Àustria i per la seva incompetència i covardia mostrada en diferents episodis bèl·lics. Com a compensació, la cort de Versalles li concedí el càrrec honorari de coronel-general d'hússars.
Aleshores, Lluís Felip es retirà a una vida de luxe i plaer; sovint, va visitar la Gran Bretanya, on hi feu amistat amb el príncep de Gal·les; d'ací va desenvolupar una mena d'anglomania consistent a admirar tot allò que fos britànic des dels genets de les curses de cavalls fins al sistema parlamentari. Mitjançant el seu home de confiança a Londres, Nathaniel Parker Forth, comprava cavalls de pura sang per portar-los a les seves finques de França. A petició del duc, Forth també li proporcionà una nena anglesa de vuit anys per que convisqués amb les filles del duc amb l'objectiu que aquestes poguessin aprendre anglès més fàcilment.
El duc va esdevenir Gran Mestre de la lògia maçònica del Gran Orient de França. Al mateix temps, la popularitat del duc creixia a París a conseqüència de l'assistència que prestà als pobres i per l'obertura dels jardins privats de la seva residència parisenca, el Palais Royal, al gran públic, en un moment de fams i de mal govern.

## Duc d'Orleans
Amb la mort del seu pare, el duc Lluís Felip d'Orleans, (1785), Lluís Felip esdevingué el cinquè duc d'Orleans.
A l'Assemblea de Notables (1787) va mostrar-hi les seves idees liberals d'una manera tan decidida que es va sospitar que pretenia esdevenir rei constitucional de França. Aquestes postures liberals va mostrar-les de nou en el Lit de Justice que Étienne de Brienne havia fet presentar a Lluís XVI; per això, fou de nou desterrat a Villers-Côtterets.
Arran de la Convocatòria dels Estats Generals de l'any 1789, els seguidors del duc d'Orleans començaren a distribuir pamflets, que Sieyès havia redactat per ordre del duc, en favor de la seva elecció del duc com a membre del braç nobiliari. Elegit com a representant dels cercles nobiliaris de París, Villers-Côtterets i de Crepy-en-Valois, s'integrà el grup nobiliari de caràcter liberal encapçalat per Adrien Duport, i encapçalà la minoria de quaranta-set nobles que, el juny de 1789, trencaren amb el seu estament i s'uniren al Tercer Estat per formar l'Assemblea Nacional que, després, esdevindria Assemblea Constituent.
El paper que el duc d'Orleans jugà durant l'estiu de l'any 1789, és un dels aspectes més estudiats i debatuts de la Revolució francesa. La Cort de Versalles atribuïa qualsevol aldarull revolucionari- com ara la presa de la Bastilla- a l'or d'Orleans. El seu odi a la reina, la seva caiguda en desgràcia a la Cort i els seus flirtejos amb el liberalisme, a més de la seva amistat amb Duport i Choderlos de Laclos), semblaven abonar aquesta tesi.
La cortesana escocesa i amant del duc d'Orleans, Grace Elliot, apuntà en el seu diari personal que, el 12 de juliol de 1789, Lluís Felip estava de pesca en una excursió; quan l'endemà es presentà a la cort per oferir-hi els seus serveis, Lluís XVI li respongué amb menyspreu i de males maneres. Estava tan disgustat que se l'acusés d'aspirar a la corona que va voler marxar cap als Estats Units, cosa que li impedí la seva altra amant, la comtessa de Buffon.
El duc d'Orleans fou acusat, injustament, d'haver organitzat la Marxa de les Dones vers Versalles el dia 5 d'octubre de 1789. El marquès de la Fayette, gelós de la popularitat del duc, va persuadir al rei de la necessitat d'enviar al duc a una missió diplomàtica a Anglaterra. El duc hi restà des de l'octubre de 1789 fins al juliol de 1790. El dia 7 de juliol de 1790, el duc prengué possessió del seu escó a l'Assemblea Nacional; el 2 d'octubre de 1790, l'Assemblea Nacional declarà el duc d'Orleans i Honoré Gabriel Riqueti lliures de tota complicitat en la marxa cap a Versalles.
L'actitud del duc després de l'any 1790 mostra una voluntat d'allunyar-se de la vida política de França, malgrat les pressions dels seus partidaris perquè succeís Lluís XVI com a rei. La seva manca de voluntat de lideratge quedà mostrada quan, després dels aldarulls que seguiren a la fugida a Varennes, no va intentar assolir cap posició de força. De fet, el duc d'Orleans va intentar reconciliar-se amb la cort el gener de 1792 però en ser rebutjat de nou ja no va fer cap més intent d'ajudar el rei. Durant l'estiu de 1792, va estar amb l'Exèrcit del Nord amb els seus dos fills el duc de Chartres i el duc de Montpensier, però tornà a París abans de la revolució del 10 d'agost
Durant els primers temps de la República, Lluís Felip va arriscar-se salvant fugitius, d'entre els quals Louis René Quentin de Richebourg de Champcenetz, governador del Palau de les Teuleries, un enemic personal seu que salvà a petició de Mrs. Elliott.

## Felip Igualtat
El 15 de setembre de 1792 va canviar oficialment el seu cognom, passant-se a dir Felip Igualtat. Fou elegit vintè i últim diputat per París a la Convenció Nacional, on la seva única intervenció s'esdevingué durant el procés contra Lluís XVI, en què votà a favor de l'execució del rei.

### Venda de la col·lecció Orleans
El 1792 el duc d'Orleans, forçat per deutes de joc, va vendre les pintures alemanyes, flamenques i holandeses de la col·lecció d'art familiar, la col·lecció Orleans, per 10.000 lliures a un sindicat de compradors organitzat pel marxant d'art anglès Thomas Moore Slade. El 1793 la propietat de la part francesa i italiana i valorada en 750.000 francs (25.000 lliures de l'època) passà a François Laborde de Méreville, banquer creditor del duc, a través d'un soci, el també banquer i vescomte belga Édouard de Walckiers. La inestabilitat produïda per la revolució francesa va provocar que Laborde de Méreville acabés enviant la col·lecció a Londres per vendre-la allà.

### Acusació i execució
Felip Igualtat va esdevenir un exemple de reformista liberal entre el poble de París; es van encunyar centenars de medallons amb la seva efígie envoltada de la llegenda Pare del Poble. Ara bé, el seu republicanisme no el va protegir de les sospites i acusacions que sorgiren, principalment arran de l'amistat del seu fill el duc de Chartres, amb Charles François Dumouriez. El 5 d'abril de 1793, un cop fou coneguda la notícia de la fugida a l'estranger de Dumouriez i del duc de Chartres, Felip va parlar a la Convenció condemnant l'acció del seu fill i, fins i tot, mostrant-se disposat a no perdonar-li la vida; tanmateix, foren interceptades cartes adreçades pel duc de Chartres al seu pare, les quals foren llegides a la Convenció. Aleshores, Felip Igualtat fou posat sota vigilància i, poc després, els girondins el feren arrestar juntament amb els seus dos fills: el duc de Beaujolais i el duc de Montpensier; tots tres foren reclosos al Fort Saint-Jean. Felip Igualtat va estar-se a la presó fins al mes d'octubre. El dia 3 d'octubre de 1793 fou condemnat a mort i el dia 4 guillotinat a l'antiga plaça de Lluís XV, actualment la plaça de la Concòrdia de París.